# Parlamentswahlen in Wallonien
Die ersten Parlamentswahlen in Wallonien fanden am 21. Mai 1995 gleichzeitig mit der nationalen Parlamentswahl statt. Das Wallonische Parlament ist das Parlament der Wallonischen Region. Die 75 Abgeordneten werden alle fünf Jahre direkt gewählt.

## Wahlsystem
Die 75 Mitglieder des Wallonischen Parlaments werden von den Wählern der Wallonischen Region (französisches und deutsches Sprachgebiet) in Mehrpersonenwahlkreisen gewählt. Innerhalb dieser Wahlkreise werden die verschiedenen Sitze im Verhältnis zur Bevölkerung des jeweiligen Wahlkreises vergeben. Bei den Wahlen 1995 bis 2014 gab es 13 Wahlkreise.
| Provinz            | Regionalwahlkreis                | Abgeordnete          | Abgeordnete          | Abgeordnete |
| Provinz            | Regionalwahlkreis                | Wahlen 1995 und 1999 | Wahlen 2004 und 2009 | Wahl 2014   |
| ------------------ | -------------------------------- | -------------------- | -------------------- | ----------- |
| Wallonisch-Brabant | Nivelles                         | 7                    | 8 (+ 1)              | 8           |
| Hennegau           | Charleroi                        | 10                   | 9 (– 1)              | 9           |
| Hennegau           | Mons                             | 6                    | 6                    | 5 (– 1)     |
| Hennegau           | Soignies                         | 4                    | 4                    | 4           |
| Hennegau           | Thuin                            | 3                    | 3                    | 3           |
| Hennegau           | Tournai–Ath–Mouscron             | 7                    | 7                    | 7           |
| Lüttich            | Lüttich                          | 14                   | 13 (– 1)             | 13          |
| Lüttich            | Huy–Waremme                      | 4                    | 4                    | 4           |
| Lüttich            | Verviers                         | 6                    | 6                    | 6           |
| Luxemburg          | Arlon–Marche-en-Famenne–Bastogne | 3                    | 3                    | 3           |
| Luxemburg          | Neufchâteau–Virton               | 2                    | 2                    | 2           |
| Namur              | Dinant–Philippeville             | 3                    | 4 (+ 1)              | 4           |
| Namur              | Namur                            | 6                    | 6                    | 7 (+ 1)     |
| Wallonien          | Wallonien                        | 75                   | 75                   | 75          |

Seit der Wahl 2019 war das Wahlgebiet in elf Wahlkreise eingeteilt.
| Provinz            | Regionalwahlkreis                                   | Abgeordnete          |
| Provinz            | Regionalwahlkreis                                   | Wahlen 2019 und 2024 |
| ------------------ | --------------------------------------------------- | -------------------- |
| Wallonisch-Brabant | Nivelles                                            | 8                    |
| Hennegau           | Charleroi-Thuin                                     | 10                   |
| Hennegau           | Mons                                                | 5                    |
| Hennegau           | Soignies-La Louvière                                | 5                    |
| Hennegau           | Tournai–Ath–Mouscron                                | 7                    |
| Lüttich            | Lüttich                                             | 13                   |
| Lüttich            | Huy–Waremme                                         | 4                    |
| Lüttich            | Verviers                                            | 6                    |
| Luxemburg          | Arlon–Marche-en-Famenne-Bastogne–Neufchâteau–Virton | 6                    |
| Namur              | Dinant–Philippeville                                | 4                    |
| Namur              | Namur                                               | 7                    |
| Wallonien          | Wallonien                                           | 75                   |

Jeder Wähler kann eine Liste wählen, indem er entweder die Liste als ganze wählt oder innerhalb einer Liste beliebig vielen Bewerbern jeweils eine Präferenzstimme gibt. Die Sitze werden innerhalb der Wahlkreise nach dem D’Hondt-Verfahren proportional auf die Listen verteilt, auf die mindestens 5 % der gültigen Stimmen im Wahlkreis entfallen.

## Parlamentswahl 1995
|                                                 | Parti Socialiste (PS)                                         | 665.986   | 35,22  | 30 | 40,00  |
|                                                 | PRL-FDF                                                       | 447.542   | 23,67  | 19 | 25,33  |
|                                                 | Parti Social Chrétien (PSC)                                   | 407.741   | 21,56  | 16 | 21,33  |
|                                                 | Ecolo                                                         | 196.988   | 10,42  | 8  | 10,67  |
|                                                 | Front National (FN)                                           | 96.574    | 5,11   | 2  | 2,67   |
|                                                 | Parti du Travail de Belgique – Unité anticapitaliste (PTB-UA) | 12.726    | 0,67   | 0  | 0,00   |
|                                                 | Parti Communiste (PC)                                         | 6.336     | 0,34   | 0  | 0,00   |
|                                                 | Sonst.                                                        | 52.360    | 2,77   | 0  | 0,00   |
| Gültige Stimmen                                 | Gültige Stimmen                                               | 1.891.134 | 92,07  |    |        |
| Ungültige Stimmen                               | Ungültige Stimmen                                             | 162.900   | 7,93   |    |        |
| Abgegebene Stimmen                              | Abgegebene Stimmen                                            | 2.054.034 | 100,00 | 75 | 100,00 |
| Anzahl der Wahlberechtigten und Wahlbeteiligung | Anzahl der Wahlberechtigten und Wahlbeteiligung               | 2.269.135 | 90,52  |    |        |

## Parlamentswahl 1999
| Wahl zum Wallonischen Parlament 1999            | Wahl zum Wallonischen Parlament 1999                          | Wahl zum Wallonischen Parlament 1999 | Wahl zum Wallonischen Parlament 1999 | Wahl zum Wallonischen Parlament 1999 | Wahl zum Wallonischen Parlament 1999 | Wahl zum Wallonischen Parlament 1999 | Wahl zum Wallonischen Parlament 1999 |
| Partei                                          | Partei                                                        | Stimmen                              | Stimmen                              | Stimmen                              | Sitze                                | Sitze                                | Sitze                                |
| Partei                                          | Partei                                                        | Zahl                                 | %                                    | +/-                                  | Zahl                                 | +/-                                  | %                                    |
| ----------------------------------------------- | ------------------------------------------------------------- | ------------------------------------ | ------------------------------------ | ------------------------------------ | ------------------------------------ | ------------------------------------ | ------------------------------------ |
|                                                 | Parti Socialiste (PS)                                         | 560.867                              | 29,44                                | ▼5,78                                | 25                                   | ▼5                                   | 33,33                                |
|                                                 | PRL-FDF-MCC                                                   | 470.454                              | 24,69                                | ▲1,02                                | 21                                   | ▲2                                   | 28,00                                |
|                                                 | Ecolo                                                         | 347.225                              | 18,22                                | ▲7,80                                | 14                                   | ▲6                                   | 18,67                                |
|                                                 | Parti Social Chrétien (PSC)                                   | 325.229                              | 17,07                                | ▼4,49                                | 14                                   | ▼2                                   | 18,67                                |
|                                                 | Front National (FN)                                           | 75.262                               | 3,95                                 | ▼1,16                                | 1                                    | ▼1                                   | 1,33                                 |
|                                                 | Vivant                                                        | 46.099                               | 2,42                                 | Neu                                  | 0                                    | Neu                                  | 0,00                                 |
|                                                 | Parti Communiste (PC)                                         | 19.178                               | 1,01                                 | ▲0,67                                | 0                                    | ▬                                    | 0,00                                 |
|                                                 | Parti du Travail de Belgique – Unité anticapitaliste (PTB-UA) | 9.408                                | 0,49                                 | ▼0,18                                | 0                                    | ▬                                    | 0,00                                 |
|                                                 | Sonst.                                                        | 51.517                               | 2,71                                 | —                                    | 0                                    | ▬                                    | 0,00                                 |
| Gültige Stimmen                                 | Gültige Stimmen                                               | 1.905.239                            | 91,62                                |                                      |                                      |                                      |                                      |
| Ungültige Stimmen                               | Ungültige Stimmen                                             | 174.322                              | 8,38                                 |                                      |                                      |                                      |                                      |
| Abgegebene Stimmen                              | Abgegebene Stimmen                                            | 2.079.561                            | 100,00                               | —                                    | 75                                   | ▬                                    | 100,00                               |
| Anzahl der Wahlberechtigten und Wahlbeteiligung | Anzahl der Wahlberechtigten und Wahlbeteiligung               | 2.301.411                            | 90,36                                |                                      |                                      |                                      |                                      |

## Parlamentswahl 2004
| Wahl zum Wallonischen Parlament 2004            | Wahl zum Wallonischen Parlament 2004            | Wahl zum Wallonischen Parlament 2004 | Wahl zum Wallonischen Parlament 2004 | Wahl zum Wallonischen Parlament 2004 | Wahl zum Wallonischen Parlament 2004 | Wahl zum Wallonischen Parlament 2004 | Wahl zum Wallonischen Parlament 2004 |
| Partei                                          | Partei                                          | Stimmen                              | Stimmen                              | Stimmen                              | Sitze                                | Sitze                                | Sitze                                |
| Partei                                          | Partei                                          | Zahl                                 | %                                    | +/-                                  | Zahl                                 | +/-                                  | %                                    |
| ----------------------------------------------- | ----------------------------------------------- | ------------------------------------ | ------------------------------------ | ------------------------------------ | ------------------------------------ | ------------------------------------ | ------------------------------------ |
|                                                 | Parti Socialiste (PS)                           | 727.781                              | 36,91                                | ▲7,47                                | 34                                   | ▲9                                   | 45,33                                |
|                                                 | Mouvement Réformateur (MR)                      | 478.999                              | 24,29                                | Neu                                  | 20                                   | Neu                                  | 26,67                                |
|                                                 | Centre Démocrate Humaniste (cdH)                | 347.348                              | 17,62                                | ▲0,55                                | 14                                   | ▬                                    | 18,67                                |
|                                                 | Ecolo                                           | 167.916                              | 8,52                                 | ▼9,70                                | 3                                    | ▼11                                  | 4,00                                 |
|                                                 | Front National (FN)                             | 160.130                              | 8,12                                 | ▲4,17                                | 4                                    | ▲3                                   | 5,33                                 |
|                                                 | Rassemblement Wallonie-France (R.W.F.)          | 20.019                               | 1,02                                 | Neu                                  | 0                                    | Neu                                  | 0,00                                 |
|                                                 | Vivant                                          | 16.281                               | 0,83                                 | ▼1,59                                | 0                                    | ▬                                    | 0,00                                 |
|                                                 | Chrétiens démocrates fédéraux (CDF)             | 12.881                               | 0,65                                 | Neu                                  | 0                                    | Neu                                  | 0,00                                 |
|                                                 | Parti du Travail de Belgique+ (PTB+)            | 12.216                               | 0,62                                 | ▲0,13                                | 0                                    | ▬                                    | 0,00                                 |
|                                                 | Sonst.                                          | 28.134                               | 1,43                                 | —                                    | 0                                    | ▬                                    | 0,00                                 |
| Gültige Stimmen                                 | Gültige Stimmen                                 | 1.971.705                            | 93,36                                |                                      |                                      |                                      |                                      |
| Ungültige Stimmen                               | Ungültige Stimmen                               | 140.167                              | 6,64                                 |                                      |                                      |                                      |                                      |
| Abgegebene Stimmen                              | Abgegebene Stimmen                              | 2.111.872                            | 100,00                               | —                                    | 75                                   | ▬                                    | 100,00                               |
| Anzahl der Wahlberechtigten und Wahlbeteiligung | Anzahl der Wahlberechtigten und Wahlbeteiligung | 2.359.447                            | 89,51                                |                                      |                                      |                                      |                                      |

## Parlamentswahl 2009
| Wahl zum Wallonischen Parlament 2009            | Wahl zum Wallonischen Parlament 2009            | Wahl zum Wallonischen Parlament 2009 | Wahl zum Wallonischen Parlament 2009 | Wahl zum Wallonischen Parlament 2009 | Wahl zum Wallonischen Parlament 2009 | Wahl zum Wallonischen Parlament 2009 | Wahl zum Wallonischen Parlament 2009 |
| Partei                                          | Partei                                          | Stimmen                              | Stimmen                              | Stimmen                              | Sitze                                | Sitze                                | Sitze                                |
| Partei                                          | Partei                                          | Zahl                                 | %                                    | +/-                                  | Zahl                                 | +/-                                  | %                                    |
| ----------------------------------------------- | ----------------------------------------------- | ------------------------------------ | ------------------------------------ | ------------------------------------ | ------------------------------------ | ------------------------------------ | ------------------------------------ |
|                                                 | Parti Socialiste (PS)                           | 657.803                              | 32,77                                | ▼4,14                                | 29                                   | ▼5                                   | 38,67                                |
|                                                 | Mouvement Réformateur (MR)                      | 469.792                              | 23,41                                | ▼0,89                                | 19                                   | ▼1                                   | 25,33                                |
|                                                 | Ecolo                                           | 372.067                              | 18,54                                | ▲10,02                               | 14                                   | ▲11                                  | 18,67                                |
|                                                 | Centre Démocrate Humaniste (cdH)                | 323.952                              | 16,14                                | ▼1,48                                | 13                                   | ▼1                                   | 17,33                                |
|                                                 | Front National (FN)                             | 57.374                               | 2,86                                 | ▼5,26                                | 0                                    | ▼4                                   | 0,00                                 |
|                                                 | Rassemblement Wallonie-France (R.W.F.)          | 27.955                               | 1,39                                 | ▲0,38                                | 0                                    | ▬                                    | 0,00                                 |
|                                                 | Parti du Travail de Belgique+ (PTB+)            | 24.875                               | 1,24                                 | ▲0,62                                | 0                                    | ▬                                    | 0,00                                 |
|                                                 | Parti communiste – Gauche Européenne (PC-GE)    | 6.431                                | 0,32                                 | Neu                                  | 0                                    | Neu                                  | 0,00                                 |
|                                                 | Sonst.                                          | 66.789                               | 3,33                                 | —                                    | 0                                    | ▬                                    | 0,00                                 |
| Gültige Stimmen                                 | Gültige Stimmen                                 | 2.007.038                            | 92,32                                |                                      |                                      |                                      |                                      |
| Ungültige Stimmen                               | Ungültige Stimmen                               | 166.863                              | 7,68                                 |                                      |                                      |                                      |                                      |
| Abgegebene Stimmen                              | Abgegebene Stimmen                              | 2.173.901                            | 100,00                               | —                                    | 75                                   | ▬                                    | 100,00                               |
| Anzahl der Wahlberechtigten und Wahlbeteiligung | Anzahl der Wahlberechtigten und Wahlbeteiligung | 2.442.697                            | 89,00                                |                                      |                                      |                                      |                                      |

## Parlamentswahl 2014
| Wahl zum Wallonischen Parlament 2014            | Wahl zum Wallonischen Parlament 2014                       | Wahl zum Wallonischen Parlament 2014 | Wahl zum Wallonischen Parlament 2014 | Wahl zum Wallonischen Parlament 2014 | Wahl zum Wallonischen Parlament 2014 | Wahl zum Wallonischen Parlament 2014 | Wahl zum Wallonischen Parlament 2014 |
| Partei                                          | Partei                                                     | Stimmen                              | Stimmen                              | Stimmen                              | Sitze                                | Sitze                                | Sitze                                |
| Partei                                          | Partei                                                     | Zahl                                 | %                                    | +/-                                  | Zahl                                 | +/-                                  | %                                    |
| ----------------------------------------------- | ---------------------------------------------------------- | ------------------------------------ | ------------------------------------ | ------------------------------------ | ------------------------------------ | ------------------------------------ | ------------------------------------ |
|                                                 | Parti Socialiste (PS)                                      | 632.653                              | 30,90                                | ▼1,87                                | 30                                   | ▲1                                   | 40,00                                |
|                                                 | Mouvement Réformateur (MR)                                 | 546.363                              | 26,69                                | ▲3,28                                | 25                                   | ▲6                                   | 33,33                                |
|                                                 | Centre Démocrate Humaniste (cdH)                           | 310.495                              | 15,17                                | ▼0,98                                | 13                                   | ▬                                    | 17,33                                |
|                                                 | Ecolo                                                      | 176.486                              | 8,62                                 | ▼9,92                                | 4                                    | ▼10                                  | 5,33                                 |
|                                                 | Parti du Travail de Belgique-Gauche d’ouverture! (PTB-GO!) | 117.882                              | 5,76                                 | ▲4,52                                | 2                                    | ▲2                                   | 2,67                                 |
|                                                 | Parti Populaire (PP)                                       | 99.580                               | 4,86                                 | Neu                                  | 1                                    | Neu                                  | 1,33                                 |
|                                                 | Fédéralistes démocrates francophones (FDF)                 | 51.830                               | 2,53                                 | Neu                                  | 0                                    | Neu                                  | 0,00                                 |
|                                                 | La Droite                                                  | 28.438                               | 1,39                                 | Neu                                  | 0                                    | Neu                                  | 0,00                                 |
|                                                 | Debout Les Belges!                                         | 16.618                               | 0,81                                 | Neu                                  | 0                                    | Neu                                  | 0,00                                 |
|                                                 | Mouvement Nation (Nation)                                  | 10.839                               | 0,53                                 | Neu                                  | 0                                    | Neu                                  | 0,00                                 |
|                                                 | Rassemblement Wallonie-France (R.W.F.)                     | 9.731                                | 0,48                                 | ▼0,91                                | 0                                    | ▬                                    | 0,00                                 |
|                                                 | Parti Pirate                                               | 3.612                                | 0,18                                 | Neu                                  | 0                                    | Neu                                  | 0,00                                 |
|                                                 | Sonst.                                                     | 42.860                               | 2,11                                 | —                                    | 0                                    | ▬                                    | 0,00                                 |
| Gültige Stimmen                                 | Gültige Stimmen                                            | 2.047.387                            | 92,59                                |                                      |                                      |                                      |                                      |
| Ungültige Stimmen                               | Ungültige Stimmen                                          | 163.939                              | 7,41                                 |                                      |                                      |                                      |                                      |
| Abgegebene Stimmen                              | Abgegebene Stimmen                                         | 2.211.326                            | 100,00                               | —                                    | 75                                   | ▬                                    | 100,00                               |
| Anzahl der Wahlberechtigten und Wahlbeteiligung | Anzahl der Wahlberechtigten und Wahlbeteiligung            | 2.516.420                            | 87,88                                |                                      |                                      |                                      |                                      |

## Parlamentswahl 2019
| Wahl zum Wallonischen Parlament 2019            | Wahl zum Wallonischen Parlament 2019            | Wahl zum Wallonischen Parlament 2019 | Wahl zum Wallonischen Parlament 2019 | Wahl zum Wallonischen Parlament 2019 | Wahl zum Wallonischen Parlament 2019 | Wahl zum Wallonischen Parlament 2019 | Wahl zum Wallonischen Parlament 2019 |
| Partei                                          | Partei                                          | Stimmen                              | Stimmen                              | Stimmen                              | Sitze                                | Sitze                                | Sitze                                |
| Partei                                          | Partei                                          | Zahl                                 | %                                    | +/-                                  | Zahl                                 | +/-                                  | %                                    |
| ----------------------------------------------- | ----------------------------------------------- | ------------------------------------ | ------------------------------------ | ------------------------------------ | ------------------------------------ | ------------------------------------ | ------------------------------------ |
|                                                 | Parti Socialiste (PS)                           | 532.422                              | 26,17                                | ▼4,73                                | 23                                   | ▼7                                   | 30,67                                |
|                                                 | Mouvement Réformateur (MR)                      | 435.878                              | 21,42                                | ▼5,26                                | 20                                   | ▼5                                   | 26,67                                |
|                                                 | Ecolo                                           | 294.631                              | 14,48                                | ▲5,86                                | 12                                   | ▲8                                   | 16,00                                |
|                                                 | Parti du Travail de Belgique (PTB)              | 278.343                              | 13,68                                | ▲7,92                                | 10                                   | ▲8                                   | 13,33                                |
|                                                 | Centre Démocrate Humaniste (cdH)                | 223.775                              | 11,00                                | ▼4,17                                | 10                                   | ▼3                                   | 13,33                                |
|                                                 | DéFI                                            | 84.219                               | 4,14                                 | ▲1,61                                | 0                                    | ▬                                    | 0,00                                 |
|                                                 | Parti Populaire (PP)                            | 74.622                               | 3,67                                 | ▼1,20                                | 0                                    | ▼1                                   | 0,00                                 |
|                                                 | Destexhe                                        | 30.878                               | 1,52                                 | Neu                                  | 0                                    | Neu                                  | 0,00                                 |
|                                                 | Collectif Citoyen                               | 26.673                               | 1,31                                 | Neu                                  | 0                                    | Neu                                  | 0,00                                 |
|                                                 | DierAnimal                                      | 18.417                               | 0,91                                 | Neu                                  | 0                                    | Neu                                  | 0,00                                 |
|                                                 | Mouvement Nation (Nation)                       | 9.649                                | 0,47                                 | ▼0,06                                | 0                                    | ▬                                    | 0,00                                 |
|                                                 | Wallonie Insoumise                              | 8.155                                | 0,40                                 | Neu                                  | 0                                    | Neu                                  | 0,00                                 |
|                                                 | Avant-garde d’initiative régionaliste (AGIR)    | 7.146                                | 0,35                                 | Neu                                  | 0                                    | Neu                                  | 0,00                                 |
|                                                 | Demain                                          | 4.443                                | 0,22                                 | Neu                                  | 0                                    | Neu                                  | 0,00                                 |
|                                                 | La Droite                                       | 3.407                                | 0,17                                 | ▼1,22                                | 0                                    | ▬                                    | 0,00                                 |
|                                                 | Parti Communiste de Belgique (PCB)              | 944                                  | 0,05                                 | Neu                                  | 0                                    | Neu                                  | 0,00                                 |
|                                                 | Sonst.                                          | 1.211                                | 0,05                                 | —                                    | 0                                    | ▬                                    | 0,00                                 |
| Gültige Stimmen                                 | Gültige Stimmen                                 | 2.034.813                            | 91,64                                |                                      |                                      |                                      |                                      |
| Ungültige Stimmen                               | Ungültige Stimmen                               | 185.630                              | 8,36                                 |                                      |                                      |                                      |                                      |
| Abgegebene Stimmen                              | Abgegebene Stimmen                              | 2.220.443                            | 100,00                               | —                                    | 75                                   | ▬                                    | 100,00                               |
| Anzahl der Wahlberechtigten und Wahlbeteiligung | Anzahl der Wahlberechtigten und Wahlbeteiligung | 2.563.033                            | 86,63                                | ▼1,15                                |                                      |                                      |                                      |

## Parlamentswahl 2024
| Wahl zum Wallonischen Parlament 2024            | Wahl zum Wallonischen Parlament 2024            | Wahl zum Wallonischen Parlament 2024 | Wahl zum Wallonischen Parlament 2024 | Wahl zum Wallonischen Parlament 2024 | Wahl zum Wallonischen Parlament 2024 | Wahl zum Wallonischen Parlament 2024 | Wahl zum Wallonischen Parlament 2024 |
| Partei                                          | Partei                                          | Stimmen                              | Stimmen                              | Stimmen                              | Sitze                                | Sitze                                | Sitze                                |
| Partei                                          | Partei                                          | Zahl                                 | %                                    | +/-                                  | Zahl                                 | +/-                                  | %                                    |
| ----------------------------------------------- | ----------------------------------------------- | ------------------------------------ | ------------------------------------ | ------------------------------------ | ------------------------------------ | ------------------------------------ | ------------------------------------ |
|                                                 | Mouvement Réformateur (MR)                      | 612.010                              | 29,61                                | ▲8,19                                | 26                                   | ▲6                                   | 34,67                                |
|                                                 | Parti Socialiste (PS)                           | 480.003                              | 23,22                                | ▼2,95                                | 19                                   | ▼4                                   | 25,33                                |
|                                                 | Les Engagés (LE)                                | 427.167                              | 20,66                                | ▲9,66                                | 17                                   | ▲7                                   | 22,67                                |
|                                                 | Parti du Travail de Belgique (PTB)              | 250.146                              | 12,10                                | ▼1,58                                | 8                                    | ▼2                                   | 10,67                                |
|                                                 | Ecolo                                           | 144.103                              | 6,97                                 | ▼7,51                                | 5                                    | ▼7                                   | 6,67                                 |
|                                                 | Chez Nous                                       | 58.565                               | 2,83                                 | Neu                                  | 0                                    | Neu                                  | 0,00                                 |
|                                                 | DéFI                                            | 55.752                               | 2,70                                 | ▼1,44                                | 0                                    | ▬                                    | 0,00                                 |
|                                                 | Collectif Citoyen                               | 33.167                               | 1,60                                 | ▲0,29                                | 0                                    | ▬                                    | 0,00                                 |
|                                                 | Reprise en Main Citoyenne (RMC)                 | 6.259                                | 0,30                                 | Neu                                  | 0                                    | Neu                                  | 0,00                                 |
| Gültige Stimmen                                 | Gültige Stimmen                                 | 2.068.766                            | 91,51                                |                                      |                                      |                                      |                                      |
| Ungültige Stimmen                               | Ungültige Stimmen                               | 191.923                              | 8,49                                 |                                      |                                      |                                      |                                      |
| Abgegebene Stimmen                              | Abgegebene Stimmen                              | 2.260.689                            | 100,00                               | —                                    | 75                                   | ▬                                    | 100,00                               |
| Anzahl der Wahlberechtigten und Wahlbeteiligung | Anzahl der Wahlberechtigten und Wahlbeteiligung | 2.604.084                            | 86,81                                | ▲0,18                                |                                      |                                      |                                      |